# فيليب فان زانت
فيليب فـان زانت (بالهولندية: Philip Van Zandt)‏ هو ممثل هولندي، ولد في 4 أكتوبر 1904 في هولندا، وتوفي في 15 فبراير 1958 بلوس أنجلوس في الولايات المتحدة. بدأ مشواره المهني سنة 1932.

## أعمال

### أفلام
- (1941) المواطن كين
- (1942) جزيرة ويك
- (1943) هولمز والسلاح السري
- (1950) سيرانو دي برجراك
- (1952) فيفا زباطة
- (1954) السامي والقوي
- (1955) أن تمسك لصا[1]
- (1956) حول العالم في 80 يوما[2][3][4]

## وصلات خارجية
- فيليب فـان زانت على موقع IMDb (الإنجليزية)
- فيليب فـان زانت على موقع ألو سيني (الفرنسية)
- فيليب فـان زانت على موقع أول موفي (الإنجليزية)
- فيليب فـان زانت على موقع قاعدة بيانات برودواي على الإنترنت (الإنجليزية)
- فيليب فـان زانت على موقع قاعدة بيانات الأفلام السويدية (السويدية)
- فيليب فـان زانت على موقع قاعدة بيانات الفيلم (الإنجليزية)
- فيليب فـان زانت على موقع كينوبويسك (الروسية)